# Pontal do Araguaia
Pontal do Araguaia es un municipio brasilero del estado de Mato Grosso. Se localiza a una latitud 15º50'43" sur y a una longitud 52º00'33" oeste, estando a una altitud de 370 metros. Su población estimada en 2004 era de 4.292 habitantes.
Posee un área de 2764,71 km².
Las orígenes de Pontal do Araguaia se remontan a la apertura de haciendas en el siglo pasado, seguida de actividades mineras. La propaganda del diamante atrajo a mucha gente a la región, principalmente goianos, mineros y bahianos.
Proliferaban los pozos. La región también fue prolífica en extratores del látex.
La Iglesia católica fue la primera institución en contribuir socialmente con el antiguo distrito de Pontal do Araguaia.
La Ley Estatal n.º 5.097, de 20 de diciembre de 1991, creó el municipio de Pontal do Araguaia.
La denominación Pontal do Araguaia, viene de la forma geográfica del municipio, como una punta, situándose entre los ríos Garzas y Araguaia. 